# Idiocera (Idiocera) displosa
Idiocera (Idiocera) displosa is een tweevleugelige uit de familie steltmuggen (Limoniidae). De soort komt voor in het Oriëntaals gebied.